# Board of European Students of Technology

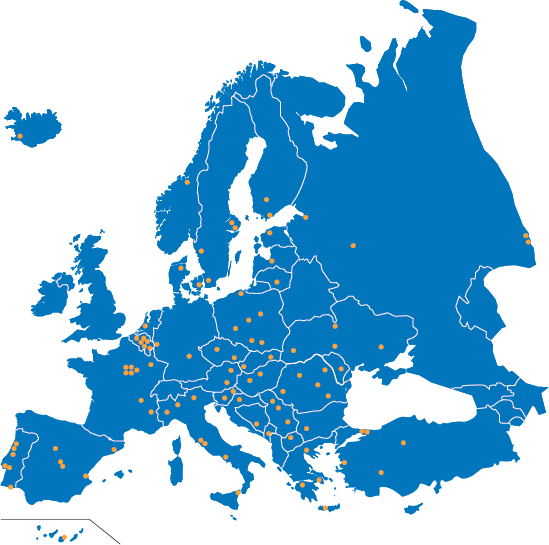
Mapa Europy z zaznaczonymi grupami BEST

Board of European Students of Technology, BEST – międzynarodowa, apolityczna, pozarządowa i niedochodowa organizacja studencka. Istniejąc od 1989, ma na celu umożliwienie dialogu, współpracy i wymiany studentów europejskich uczelni technicznych.
W marcu 2014 ponad 4800 jej aktywnych członków było skupionych wokół 96 lokalnych grup BEST w 33 krajach Europy.

## Historia
Idea BEST narodziła się w maju 1987 w Sztokholmie, podczas europejskiej konferencji dla studentów matematyki i fizyki. Jej rezultatem była decyzja o organizowaniu co pół roku w innym kraju International Week. Projekt ten miał pomóc w rozwijaniu współpracy między studentami z całej Europy.
Drugi International Week zorganizowany został w Grenoble (marzec 1988). Zaproszenie do udziału w projekcie dostali studenci wszystkich kierunków studiów, nie tylko matematyki i fizyki. Kolejny International Week odbył się w Eindhoven. Jednakże to dopiero na trzecim International Week, w Berlinie (kwiecień 1989), powstała organizacyjna wizja całej organizacji BEST. Na to spotkanie przyjechali delegaci z Barcelony, Berlina, Bolonii, Budapesztu, Eindhoven, Grenoble, Helsinek, Lizbony, Lublany, Londynu, Louvain-la-Neuve, Paryża, Sztokholmu, Trondheim, Turynu, Wiednia, Warszawy i Zurychu.
Na spotkaniu w Berlinie organizacja została oficjalnie założona. Jej głównym celem miała być promocja wymian studenckich i wspieranie komunikacji między studentami europejskich uczelni technicznych. Na spotkaniu w Budapeszcie (październik 1990) uruchomiony został jeden z pierwszych projektów BEST Summer Programme – cykl dwutygodniowych kursów w różnych miastach Europy. Po pierwszym roku pracy nad projektem odbyło się 13 takich kursów. Przez pierwsze trzy lata Summer Programme wspierany był przez TEMPUS (program pomocowy Unii Europejskiej).
Podczas 14. Zgromadzenia Ogólnego w Tallinnie BEST podjął decyzję o pracy nad H3E Thematic Network (we współpracy z CESAER i SEFI) w ramach programu Socrates. H3E oficjalnie powstała we wrześniu 1996 i miała służyć edukacji inżynierów. H3E był pierwszym Thematic Network w którego pracach studenci uczestniczyli na równych zasadach.
Podczas 15. Zgromadzenia Ogólnego w Belgii BEST rozpoczął współpracę z niemiecką organizacją Bonding. W 2002 rozpoczął współpracę z kanadyjską CFES.

## Struktura
Na strukturę BEST-u składają się 3 poziomy: lokalny, regionalny i międzynarodowy.
- Podstawę struktury stanowi 96 grup lokalnych BEST-u obecnych w 33 krajach Europy. Każda grupa lokalna ma swój własny zarząd, grupy robocze oraz projekty zarówno lokalne, jak i te międzynarodowe
- Drugi poziom stanowi 11 regionów, których celem jest ułatwienie komunikacji i współpracy pomiędzy grupami na poziomie międzynarodowym
- Na samej górze struktury znajduje się poziom międzynarodowy, na który składają się: Zarząd Międzynarodowy i Departamenty Międzynarodowe, które odpowiadają m.in. za współpracę przy projektach BEST-u.

### Grupy lokalne BEST
Grupa lokalna (LBG, od ang. local BEST group) skupia członków BEST na jednej uczelni. Są one odpowiedzialne za promocję i organizację wydarzeń pod szyldem BEST-u.
| Kraj                 | Uczelnia |
| -------------------- | --- |
| Austria              | Uniwersytet Techniczny w Grazu, Uniwersytet Techniczny w Wiedniu |
| Belgia               | Université Libre de Bruxelles (ULB), Uniwersytet Vrije w Brukseli, Uniwersytet Gandawski, Katolicki Uniwersytet w Louvain-la-Neuve, Katolicki Uniwersytet w Lowanium, Uniwersytet w Liège           |
| Bośnia i Hercegowina | Uniwersytet Džemal Bijedić w Mostarze |
| Bułgaria             | Uniwersytet Techniczny w Sofii |
| Chorwacja            | Uniwersytet w Zagrzebiu |
| Czechy               | Uniwersytet Techniczny w Brnie, Politechnika Czeska w Pradze |
| Dania                | Uniwersytet w Aalborgu, Duński Uniwersytet Techniczny |
| Estonia              | Uniwersytet Techniczny w Tallinnie |
| Finlandia            | Uniwersytet w Aalto, Uniwersytet Techniczny w Tampere |
| Francja              | Arts et Métiers ParisTech, Politechnika w Grenoble, Institut national des sciences appliquées de Lyon, Politechnika w Lorraine, École centrale Paris, École polytechnique, ENSTA ParisTech, Supélec |
| Grecja               | Politechnika Narodowa w Atenach, Politechnika Kreteńska, Uniwersytet w Patras, Uniwersytet Arystotelesa w Salonikach                                                                                |
| Węgry                | Budapeszt, Uniwersytet Panoński |
| Włochy               | Uniwersytet w Messinie, Politechnika Mediolańska, Uniwersytet w Neapolu, Uniwersytet Rzymski, II Uniwersytet Rzymski, Politechnika w Turynie                                                        |
| Islandia             | Uniwersytet Islandzki |
| Łotwa                | Ryski Uniwersytet Techniczny |
| Litwa                | Uniwersytet Techniczny w Kownie |
| Macedonia Północna   | Uniwersytet Świętych Cyryla i Metodego w Skopju |
| Mołdawia             | Mołdawski Uniwersytet Techniczny |
| Niemcy               | Uniwersytet Fryderyka i Aleksandra w Erlangen i Norymberdze |
| Czarnogóra           | Uniwersytet Czarnogóry |
| Holandia             | Uniwersytet Techniczny w Delfcie |
| Norwegia             | Norweski Uniwersytet Naukowo-Techniczny (w Trondheim) |
| Polska               | Akademia Górniczo-Hutnicza im. Stanisława Staszica w Krakowie, Politechnika Gdańska, Politechnika Śląska, Politechnika Łódzka, Politechnika Warszawska, Politechnika Wrocławska                     |
| Portugalia           | Universidade Nova de Lisboa, Uniwersytet w Coimbra, Uniwersytet Techniczny w Lizbonie, Uniwersytet w Porto, Uniwersytet w Aveiro, Uniwersytet w Algarve                                             |
| Rumunia              | Uniwersytet Transylwański w Brașov, Politechnika w Bukareszcie, Uniwersytet Techniczny w Cluj-Napoca, Uniwersytet Techniczny Gheorghe Asachi, Politechnika w Timișoarze                             |
| Rosja                | Uralski Uniwersytet Federalny, Uralski Uniwersytet Transportu Kolejowego, Moskiewskie Uniwersytet Techniczny, Petersburski Uniwersytet Politechniczny Piotra Wielkiego                              |
| Serbia               | Uniwersytet w Belgradzie, Uniwersytet w Nowym Sadzie, Uniwersytetu w Niszu |
| Słowacja             | Słowacki Uniwersytet Techniczny w Bratysławie, Uniwersytet Techniczny w Koszycach |
| Słowenia             | Uniwersytet Lublański, Uniwersytet Mariborski |
| Hiszpania            | Politechnika Katalońska, Uniwersytet Karola III w Mardycie, Uniwersytet Techniczny w Madrycie, Uniwersytet w Valladolid, Uniwersytet w Las Palmas, Politechnika w Walencji                          |
| Szwecja              | Uniwersytet Techniczny Chalmersa, Uniwersytet w Lund, Królewski Instytut Techniczny (w Sztokholmie), Uniwersytet w Uppsali                                                                          |
| Turcja               | Uniwersytet w Ege, Uniwersytet Techniczny w Stambule, Środkowo-wschodni Uniwersytet Techniczny w Ankarze, Uniwersytet Techniczny w Yıldız                                                           |
| Ukraina              | Politechnika Lwowska, Politechnika w Zaporożu, Narodowy Uniwersytet Techniczny Ukrainy Politechnika Kijowska, Winnicki Uniwersytet Techniczny                                                       |

### Zarząd międzynarodowy
- Prezes
- Skarbnik
- Sekretarz
- Wiceprezes ds. projektów
- Wiceprezes ds. usług
- Wiceprezes ds. wsparcia grup lokalnych
- Wiceprezes ds. HR

### Departamenty
Międzynarodowo BEST pracuje w ramach dziesięciu departamentów:
- EduID – (Educational Involvement Department)
- CD – (Competitions Department)
- CRD – (Corporate Relations Department)
- ITDept – (Information Technology Committee)
- GD – (Grants Department)
- TD – (Training Department)
- PRD – (Public Relations Department)
- DD – (Design Department)
- Vivaldi – (Vivaldi Department)
- DAD – (Data Analysis Department)

Jednym z największych projektów prowadzonych wspólnie przez polskie grupy lokalne BEST-u jest BEST Engineering Competition.
BEST jest obecny w następujących krajach:

 Austria

 Belgia

 Bułgaria

 Bośnia i Hercegowina

 Chorwacja

 Czechy

 Dania

 Estonia

 Finlandia

 Francja

 Grecja

 Hiszpania

 Holandia

 Islandia

 Litwa

 Łotwa

 Macedonia Północna

 Mołdawia

 Niemcy

 Norwegia

 Polska

 Portugalia

 Rumunia

 Serbia

 Słowacja

 Słowenia

 Szwecja

 Turcja

 Ukraina

 Węgry

 Włochy

## Organizacje partnerskie
BEST współpracuje z następującymi organizacjami studenckimi:
- Bonding (Niemcy, od 1997)
- Canadian Federation of Engineering Students (Kanada, od 2004)
- AEGEE
- ESTIEM